# Arabeske (Gade)
De Arabeske opus 27 is een compositie van Niels Gade. Hij voltooide het werk op 2 juli 1854. Gade schreef talloze kortdurende werkjes voor piano solo. Deze arabesk wijkt voor wat betreft de tijdsduur van bijna 10 minuten daarvan af. Desalniettemin behoort het tot de vergeten werken van de componist.